# Abdenour Amachaibou
Abdenour Amachaibou (* 22. Januar 1987 in Düren) ist ein deutscher Fußballspieler marokkanischer Herkunft. Er steht seit 2021 bei SC 08 Elsdorf unter Vertrag.

## Karriere
Der Mittelfeldspieler, der auch als Stürmer eingesetzt wird, spielte in seiner Jugend unter anderen für Bayer 04 Leverkusen, Alemannia Aachen und Borussia Dortmund. Beim BVB gehörte er in der Saison 2006/07 zum Profi-Kader, kam jedoch nur in der zweiten Mannschaft zum Einsatz.
Im Sommer 2007 wechselte Amachaibou zurück zu Alemannia Aachen, wo er ebenfalls in der zweiten Mannschaft eingesetzt wurde. Danach spielte er kurzzeitig für Fortuna Köln und den israelischen Zweitligisten Maccabi Ironi Kiryat Ata.
In der Saison 2009/10 kickte der Offensivspieler in der Regionalliga Nord für Türkiyemspor Berlin, wo er mit elf Treffern bester Torschütze seiner Mannschaft war. Anschließend wechselte Amachaibou zum Drittligisten SpVgg Unterhaching, wo er in seiner ersten Saison in einer Profi-Liga in 32 Spielen neun Tore erzielte und damit erneut der erfolgreichste Torjäger seines Teams war. Nach einer weiteren Drittliga-Spielzeit (20 Spiele, neun Tore) bei den Münchner Vorstädtern wechselte Amachaibou im Sommer 2012 ablösefrei zum Zweitligaaufsteiger SSV Jahn Regensburg. In der 2. Bundesliga bestritt er für Regensburg 18 Spiele und erzielte zwei Tore, der direkte Wiederabstieg konnte aber nicht verhindert werden. Ab der Saison 2014/15 lief Amachaibou für den SC Preußen Münster auf. Bei den Adlerträgern erhielt er einen Zwei-Jahres-Vertrag. Im Sommer 2016 wechselte er zum hessischen Regionalliga-Aufsteiger Teutonia Watzenborn-Steinberg.
International spielte Abdenour Amachaibou von der U16 bis zur U19 für Deutschland, außerdem bestritt er vier Spiele für die marokkanische U21-Auswahl.